# Маленькие женщины

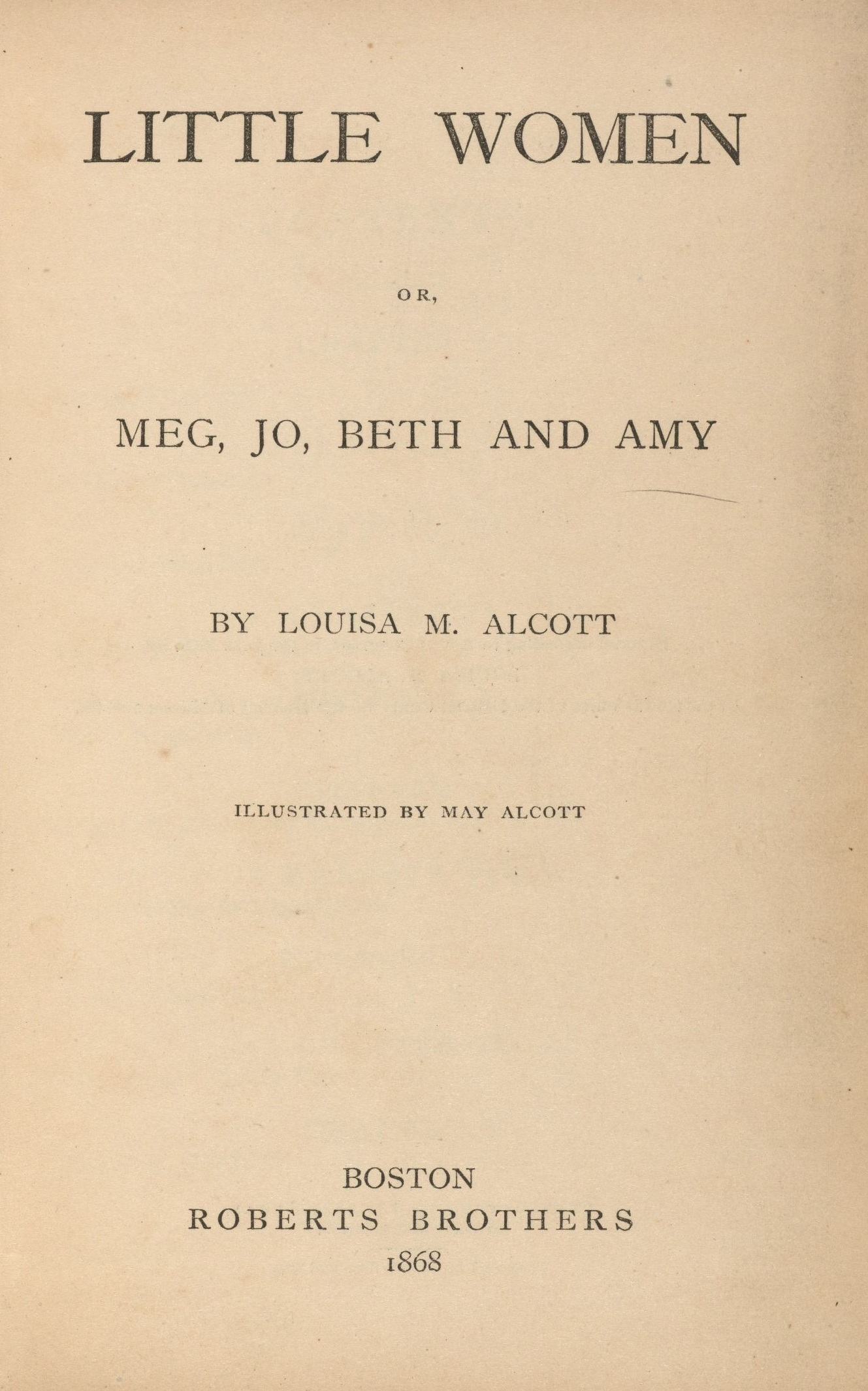
Титульный лист первого тома книги, оригинального издания 1868 года.

«Ма́ленькие же́нщины» (англ. Little Women) — роман американской писательницы Луизы Мэй Олкотт. В романе описывается жизнь четырёх сестёр семейства Марч — Маргарет, Джо, Бет и Эми. Он частично написан по детским воспоминаниям автора. Первый том книги был опубликован в 1868 году, приобрёл широкую известность и стал чрезвычайно успешным коммерчески, что побудило писательницу на написание второго тома «Хорошие жёны» (англ. Good Wives), также очень популярного. Совместно две части романа были впервые опубликованы в 1880 году. После «Маленьких женщин» Олкотт написала продолжения о жизни героинь этой книги: «Маленькие мужчины» (1871 году) и «Ребята Джо» (1886). По мотивам романа «Маленькие женщины» создавались пьесы, фильмы, мультфильмы и опера и сериал.

## Сюжет
Действия романа происходят во время Гражданской войны в Америке (1861–1865), в маленьком городе на севере США. Марчи — обедневшая дворянская семья, живущие в старом деревянном доме на окраине города. Реальный прототип дома — Orchard House, в котором Луиза Мэй Олкотт прожила двадцать пять лет, и написала множество книг, является музеем писательницы, и работает по сей день. Город, в котором живёт семья Марч, также основан на городе Конкорд, где и находится Orchard House.
Маргарет, старшей из сестёр было шестнадцать, и она была очень хороша собой: полненькая и беленькая, с мягкими тёмными волосами. Пятнадцатилетняя Джо была очень высокой, худой и смуглой, длинные густые волосы были её единственной красой. Она не была похожа на девочку и своими повадками больше смахивала на мальчишку. Элизабет была застенчивая и румяная тринадцатилетняя девочка, редко выходила из дома и жила в собственном счастливом мире, покидая его только для тех, кому доверяла. Младшей сестре Эми было двенадцать, она была самой важной особой в семействе. Юная леди с вьющимися золотистыми волосами и голубыми глазами всегда старалась быть очень манерной.
Четыре сестры Мег, Джо, Бесс и Эми сидят возле камина в канун перед Рождеством. Они остались без подарков в этот день, ведь их отец ушёл на фронт, а оставшиеся средства разумней потратить на нужды, а не удовольствия, перед долгой зимой. Во время разговора они решают потратить свои карманные деньги на подарки маме, и каждая из них выбирает его. Миссис Марч возвращается домой с письмом от отца в руках, сёстры собираются вокруг матери, чтобы прослушать его. В письме отец девочек попросил их, чтобы в эти тяжёлые дни они держались вместе, и трудились, ведь это время не должно пропасть зря. Миссис Марч предложила дочерям "поиграть в пилигримов", как в книге Джона Беньяна "Путешествие Пилигрима", если каждая из них отправится в своё путешествие, осознает свою ношу, и сможет преодолеть её, они смогут стать лучше.
На следующее утро каждая из сестёр подарила маме подарок, а под своими подушками они нашли маленькие книжечки. В этих книжечках находились напутственные слова матери, а ещё в них была написана «прекрасная старая история о замечательной жизни, лучшей из всех когда-либо прожитых не земле». Сёстры с тех пор каждый день читали эту книжку, чтобы запомнить мудрые слова в ней, и не забывать о стремлении стать лучше, исправить свои пороки. Миссис Марч предложила дочерям отдать Рождественский завтрак бедной семье Хаммелей, живущих по соседству, чтобы показать хорошие перемены в их жизни. Видя в окно, как Марчи помогают беднякам, богатый старый мужчина Джеймс Лоуренс в знак почтения решает отдать свой рождественский завтрак им. 
В один из дней Мег и Джо пришёл пригласительный билет на бал миссис Гардинер. В помещении оказывается множество людей. Мег идёт в главный зал, а Джо, из-за прожжённой дырки в платье прячется в отдельной комнате. Там, она случайно встречает внука Джеймса Лоуренса - Лори. Джо замечала его из окон своего дома, но никогда не осмеливалась подойти, как и её сёстры. Лори и Джо выглядывали из-за штор комнаты, чтобы покритиковать гостей бала, и вскоре стали очень дружны. Лори отвёл Джо в длинный зал в конце здания, и предложил ей потанцевать, здесь не было лишних глаз, и никто не заметит её дырявого платья. Джо совсем не умела танцевать «девчачьи» танцы, поэтому им пришлось танцевать «мужскую» польку. Когда они сели на лестницу, чтобы отдышаться, их нашла Мег. Она подвернула ногу, и ей срочно требовалось уйти с бала, для чего Лори заказал дорогой экипаж до дома Марчей, на который у Мег и Джо не было денег.
На следующее утро после бала сёстрам пришлось вернуться к обязанностям. Мег вышла на работу гувернантки у богатой семьи Кингов. Джо ушла к тёте Марч, злой старой леди, которая взяла свою племянницу в качестве компаньонки и платила жалование. Бесс не ходила в школу из-за своей скромности и страха людей, поэтому занималась домашними делами вместе со служанкой Ханной. Эми была единственной из сестёр, кто ходила в школу. 
Во время уборки снега на участке Джо заметила, что её новый друг Лори скучает один в особняке Лоуренсов. Она подошла к его дому, и, поговорив с ним в окно, узнала что он болен. Чтобы улучшить его состояние Джо попросилась зайти в гости. Во время беседы с ним она узнала, что Лори готовится к поступлению в университет, и берёт уроки у мистера Брука, помощника его дедушки. Также она узнала, что родители Лори умерли, и мистер Лоуренс взял его на своё воспитание. На выходе из дома мистер Лоуренс поймал Джо, и попросил почаще заходить к своему внуку, так как он очень скучает в одиночестве.
Мистер Лоуренс запрещал своему внуку играть на фортепиано, стоящем в гостиной особняка, чтобы не прививать Лори любовь к музыке, ведь его легкомысленная мать-итальянка была музыкантшей. Фортепиано требовалось регулярная игра, без неё инструмент мог изветшать. Старик Лоуренс узнал, что Бесс очень любит играть на своём старом фортепиано в доме Марчей, и пригласил её заходить и играть на его инструменте, когда та захочет. Бесс стала каждый день приходить и подолгу играть мелодии. Каждый раз, когда она играла Мистер Лоуренс открывал дверь кабинета и прекращал работу, чтобы послушать музыку. Бесс была благодарна старику, и в подарок связала ему пару домашних ботинок, а на следующий день ей пришло письмо от мистера Лоуренса. В письме он признавался, что это фортепиано раньше принадлежало его внучке, которая недавно умерла, и желая поблагодарить Бесс, он отдаёт этот инструмент ей. Когда Бесс зашла в гостиную на месте старого фортепиано стояло новое. С тех пор Бесс не проводила дня, не играя на нём.
В школе Эми её одноклассницы приняли новую валюту — лимонные цукаты. Если одной девочке нравится другая, та даёт ей цукат, если сердита на неё, то съедает цукат у неё на глазах. Эми оказалась в цукатных долгах, и попросила у сестёр двадцать пять центов, чтобы оплатить их. На перемене Эми оказалась самой главной девочкой в классе, у неё под партой лежало двадцать четыре лимонных цуката, больше чем у кого-либо. Одна из её завистниц пожаловалась учителю, который видел в цукатах вред. На уроке учитель вывел Эми к доске и демонстративно попросил выбросить все цукаты в окно, что оказалось невыносимо трудно сделать. Учитель ударил её по руке, и оставил стоять у доски, с чувством вины.
Лори достал три билета в театр на «Семь замков на Алмазном озере», и пригласил старших сестёр с ним. Эми хотела поехать в театр, но Джо не хотела брать её с собой, на что Эми очень рассердилась. Пока они были на представлении, Эми взяла рукописи Джо и сожгла их в камине, чтобы та осознала свою ошибку. Джо в гневе набросилась на Эми, разнять их смогла только мама. Младшая сестра признала свою вину, но старшая не смогла её простить. На следующее утро Джо ушла кататься на коньках вместе с Лори. Это был последний лёд в эту зиму, и Джо обещала взять Эми с собой. Эми выбежала за ней, и побежала к озеру, на котором уже катались Лори и Джо. Эми выехала на тонкий лёд и провались под воду. Лори вытащил её и отнёс домой, и только тогда Джо простила Эми, потому-что из-за её неответственности, сестра чуть не погибла.
Подруга Мег Энни Моффат пригласила её в своё поместье, где целых две недели будут проводиться балы. У Мег был скудный гардероб, которого не хватило бы на каждое мероприятие. Жизнь у Энни Моффат сильно отличалась от обычной жизни Мег, в доме всё было пропитано роскошью. Подруги Энни Моффат стали пренебрежительно называть Мег «Дейзи», питали сострадание к её бедности и часто пытались помочь, отдавая ей свои предметы одежды. На один из балов её одели чересчур откровенно, так что она походила на «куклу». На этом балу гости перешёптывались, когда замечали вид Мег, они считали, что бедная девушка ищет здесь себе богатую партию. На следующий бал приехал Лори, Джо попросила его проведать сестру. Лори сказал ей, что не узнаёт её, и что она выглядит откровенно. Мег оказалась в шоке от такого ответа, и уединилась у окна. Мег поняла, что ей нельзя было идти на поводу у подруг Энни Моффат, и ей стоило одеть своё платье, и свои украшения, пусть они и старые, но делают её собой. Лори попросил прощения у Мег, и пригласил её потанцевать. Мег сказала никому не рассказывать о том, что происходило с ней на этих балах, когда она приехала домой, она сама объяснила всё своей матери: какой позор испытала, и каким грубым может быть общество.
Семья у которой Мег работала гувернанткой уехала на море, также как и тётя Марч, а у Эми начались летние каникулы. Сёстры оказались без занятия и решили провести одну неделю, отказавшись от труда. Мег всё время проводила за шитьём своих платьев, Джо читала книги пока её глаза не увянут, Эми рисовала у беседки, только Бесс занималась делами по хозяйству. Миссис Марч решила преподать дочерям урок, и в один из дней решила взять отпуск. Именно в этот день к Марчам должны были прийти гости. Девочки не справились с приёмом гостей, и провели день в суматохе. В конце этой недели сёстры осознали, насколько плохо не иметь дела, и что приятные вещи нужно совмещать с полезными.
К Лори приехали его друзья из Англии, он пригласил их и Марчей на пикник на острове около его дома. Они поиграли в крокет, и стали пить кофе на траве. Одна из друзей Лори предложила поиграть в «чепуху», когда каждый игрок начинает рассказ и останавливается на самом волнующем моменте, чтобы передать другому игроку. В ходе этой игры Брук намекает на то, что имеет чувства к Мег, но никто не замечает этого. Джо и Лори убедили англичанина признаться, что он сжульничал в крокете, Брук учил Мег читать по-немецки, Бесс села на траву рядом с мальчиком, поранившим ногу, а Эми рассказывала истории о жизни в Америке самой младшей из гостей. В конце дня, хоть у них и были разногласия, англичане признали, что американские девочки - само очарование.
Сентябрьским днём сёстры собрались на пикник в лесу. Лори случайно заметил их передвижение и пошёл за ними. Там они рассказали ему, что мать велела им больше проводить время на воздухе, поэтому они перенесли свою работу в лес. Они также рассказали Лори, что называют этот холм «Горой Услады», и что играют в пилигримов. В беседе каждый из них представил, как бы выглядел их воздушный замок в Небесном городе из рассказа «Путешествие Пилигрима», то есть их заветное будущее. Лори сказал, что после долгих странствий по миру он поселится в Германии и будет слушать музыку, сколько душе угодно, а после сам станет известным музыкантом. Мег хочет стать хозяйкой прелестного дома полного роскоши, и управлять им. Джо станет знаменитой писательницей, и напишет что-то, о чём не забудут и после её смерти. Бесс сказала, что после появления пианино в её доме, она и так совершенно счастлива, а Эми мечтает стать лучшим художником в мире и уехать в Рим. В конце беседы они договорились встретится на этом холме в лесу через десять лет, чтобы узнать, чьи мечты сбылись.
Джо закончила свою рукопись и пошла в газетное издательство города опубликовать его. Она никогда не делала это раньше, и никому не сказала, чтобы в случае неудачи она не выглядела плохо. На выходе из издательства её встретил Лори, который предложил ей поиграть в «секреты» по дороге домой. Джо рассказала ему свой секрет о рассказе, а Лори рассказал, что Брук хранит пропавшую перчатку Мег у себя в кармане. Через несколько недель рассказ был напечатан в газете. Семья Марч была в восторге, а издатель газеты пообещал платить за каждый следующий рассказ. Когда Джо посмотрела на свой напечатанный рассказ, она окропила его слезами, ведь её заветной мечтой было заслужить похвалу любящих, стать независимой, и помогать семье деньгами, первый шаг к этому был сделан.
Утром Ханна принесла телеграмму, в которой говорилось, что мистер Марч тяжело болен, и его жену вызывают к нему в госпиталь. Каждый человек пытался помочь миссис Марч поскорее собраться. Лори отвёз письмо тёте Марч, мистер Лоуренс попросил Брука сопроводить её до Вашингтона, Мег собрала мамины вещи, а Джо сходила в парикмахерскую и продала свои волосы за 25 долларов, которые отдала матери. Ранним утром миссис Марч уехала на железнодорожную станцию.
Миссис Марч всегда заботилась о бедной семье Хаммелей, в её отсутствие к ним ходила Бесс. В один из дней она попросила своих сестёр сходить к Хаммелям, так как у неё болела голова, но никто не согласился. Поздним вечером Бесс пошла к Хаммелям и вернулась с плохими новостями. Младенец семьи был болен, и умер у Бесс на руках. Пришедший доктор установил, что младенец скончался от скарлатины, и велел Бесс пойти домой и принять белладонну. Дома Бесс немедленно вызвали врача, который сообщил, что у неё все признаки болезни. Мег и Джо, уже переболевшие скарлатиной ранее и винившие себя в заболевании Бесс, остались с сестрой, а Эми отправили к тёте Марч, чтобы она не заразилась.
Следующие дни были мрачными, Мег и Джо не отходили от Бесс, которой становилось всё хуже. Первого декабря состояние девочки стало настолько печальным, что доктор приказал послать за матерью, если она может оставить отца. Бесс впала в состояние бреда, и была на грани смерти. Ночью приехал Лори и сообщил, что сам отправил телеграмму миссис Марч днём раньше, и что она скоро будет дома. Джо, Мег и Ханна молились у кровати Бесс, чтобы Господь не дал ей умереть. В один момент Бесс замолчала, Ханна наклонилась к ней и увидела что горячечный румянец исчез, и она выпотела, значит лихорадка прошла. В этот самый момент дверь дома распахнулась, миссис Марч вернулась домой.
Эми приходилось нелегко в качестве компаньонки тёти Марч. Она весь день мыла чашки, вытирала пыль в комнатах, кормила домашних животных и учила уроки, считала что нет человека несчастнее её. Всего час в день у неё был свободен, и в этот час её навещал Лори. Во время того, как Эми чистила украшения тёти Марч, к ней подошла служанка-француженка Эстер. Эстер рассказала Эми, что из всех этих украшений ей больше всего нравится чётки, которые бы она использовала при молитве. Эми понравились речи служанки, и она попросила её отвести угол в гардеробной, где и она сможет молиться в свободное время. Эстер также рассказала, что тётя Марч составила завещание, в котором сказано, что эти украшения отойдут её племянницам. Эми тоже решила составить завещание, где описала кому отойдут вещи после её смерти, и попросила Лори стать свидетелем завещания. Лори подумал, что она составила его, узнав о состоянии Бесс. После того, как он ушёл, Эми ушла в свою маленькую часовню со слезами на глазах, где молилась о сестре.
Когда состояние Бесс улучшилось, миссис Марч приехала к Эми. Эми рассказала матери о своей часовне, и о том, что тётя Марч подарила ей кольцо за её благодетели. Эми одела это кольцо, как напоминание о своих недостатках, что она не должна думать только о себе. Джо рассказала матери о потерянной перчатке Мег, она очень любила сестру, и была недовольна тем, что Брук вмешивается в их семью, поэтому считала его действия ужасными. Миссис Марч сказала, что в Вашингтоне Брук спросил разрешение любить Мег у родителей, но Мег слишком молода для этого, и ему нужно подождать пока ей не исполнится двадцать.
Наступило Рождество. Во время приготовлений к празднику в дом Марчей ворвался Лори, а за ним высокий мужчина, опирающийся рукой на Брука. Мистер Марч вернулся домой, радости его дочерей не было предела. Во время праздничного обеда мистер Марч поблагодарил каждую из девочек, за то, как хорошо они провели этот год, и сколько благодетелей воспитали в себе. Джо рассказала, что прочитала в "Путешествии Пилигрима", как после многих испытаний Христиан и Верный пришли на зелёный луг, где круглый год цвели лилии. Бесс села за пианино и спела песню пастушка, которую слышали пилигримы.
На следующий день Брук пришёл в дом Марчей, чтобы забрать свой зонт. Он зашёл в комнату, где увидел Мег, и решился признаться ей в чувствах. Мег ответила, что слишком молода, чтобы любить, когда в комнату вошла тётя Марч, приехавшая к брату. Она узнала, что Брук хотел от Мег, и разозлилась, решив, что такой бедняк как он, не имеет права просить руки Мег. Мег заступилась за него, и только в этот момент поняла, что любит Брука. Тётя Марч в злости покинула дом, а двое влюблённых спустились вниз по лестнице к семье. Мистер и миссис Марч тепло приняли их, а Джо в ярости убежала на чердак. Лори успокоил Джо, сказав, что она может потерять своих сестёр, но никогда не потеряет его.
Книга завершается описанием празднования образования пары Мег и Брука в гостиной дома Марчей.

## История написания
В 1868 году знакомый Луизы Мэй Олкотт редактор издания „Roberts Brothers Publishing“ Томас Найлс предложил ей написать «книгу для девочек». Писательница отнеслась к этой идее плохо, она не верила в перспективы произведения, поскольку подобные книги не были популярны. Луиза всё же решилась написать роман, вероятнее всего причиной стала нужда в деньгах, так как писательница отдавала большую часть своих средств семье: родителям и сёстрам. Она приступила к созданию книги в мае 1868 года, в своих дневниках писала: «Я корплю над текстом, хотя это не доставляет мне ни малейшего удовольствия. Никогда не любила девочек, да и мало кого из них знала, кроме своих сестёр, но наши странные планы и переживания могут кому-то показаться интересными, хотя сама я в этом и сомневаюсь». Олкотт описывала в произведении свои детские воспоминания, прототипами всех главных героев стали её сёстры и знакомые.
Прототип Мэг — старшая сестра Анна, она была актрисой и впервые познакомилась со своим мужем, когда играла в пьесе. Вероятно многие моменты линии Мэг в романе происходили в реальности, например, свадьба и балы.
Прототип Эми — младшая сестра Мэй (Имя Amy в оригинале анаграмма имени May). Мэй стала первой художницей, чьи работы были выставлены в Парижском салоне.
Прототип Бет (Бесс) — младшая сестра Элизабет (Лиззи). Она умерла от скарлатины в 23 года, заразившись болезнью от малоимущих, которым помогала её мать.
Прототип Джо — сама Луиза Мэй Олкотт.
Прототип матери сестёр Марми — Эбигейл (Абба) Олкотт, мать писательницы. Она работала социальной работницей в Бостоне.
Также, имя Лори скорее всего было основано на имени польского музыканта Ладисласа Вишневского, с которым писательница познакомилась во время своего пребывания в Европе в 1865 году. Она называла его «Лэдди», вместе они провели две недели в Париже. После прибытия в Америку Луиза замазала все страницы дневника с упоминанием музыканта чернилами.
Луиза Мэй Олкотт часто имела проблемы со здоровьем, полученные от работы медсестрой во времена Гражданской войны: однажды она заразилась тифом от солдат, что подорвало её здоровье на всю оставшуюся жизнь. Во времена осложнения болезни она часто уходила в писательство, считая, что плохое состояние здоровья помогает произведениям стать лучше, Олкотт писала: «Раз уж я написала “Маленьких женщин” с рукой на перевязи, забинтованной головой и больной ногой, то, наверное, страдания хорошо сказываются на моих сочинениях».
Автор писала этот роман два с половиной месяца, Олкотт отдала редактору 402 страницы рукописного текста. Ни писательница, ни издательство не ждало коммерческого успеха, рецензии рукописей были плохими, единственный хороший отзыв последовал от племянницы Томаса Найлса — Лили, девочка не могла оторваться от книги, влюбилась в персонажей и смеялась до слёз. В сентябре 1868 было издано 2000 копий книги, все они были распроданы к ноябрю. В ноябре же были напечатаны ещё 4500 копий, роман стал главным бестселлером в Америке. После такого успеха Луиза Мэй Олкотт уже 2 ноября приступила к написанию второго тома, поклявшись писать по главе в день. К 17 ноября были написаны 13 глав, в один из дней правая рука писательницы не смогла удержать стальное перо, тогда Олкотт научилась писать левой рукой. Свой день рождения 29 ноября она провела в полном одиночестве, целый день сидя за писательским столом. Второй том вышел в начале 1869 года, действия в нём происходят три года спустя событий романа. Он получил название — «Хорошие жёны».

## Персонажи

### Основные
- Маргарет Марч (англ. Margaret March), или Мег — старшая из сестёр Марч, одна из главных героинь романа. Очень красивая и романтичная 16-летняя девушка с прекрасными манерами. Мег всегда послушна и скромна, её очень заботит собственная репутация и репутация семьи. Ей не чуждо тщеславие — она стесняется своей бедности, завидует красивым платьям и дорогим украшениям подруг, её тянет к красивой жизни. Любимица Мег — Эми, самая младшая из сестёр. Она балует сестрёнку и почти во всём ей потакает. Впоследствии она вышла замуж за Джона Брука и стала матерью трёх детей — Деми, Дейзи и Джози.
- Джозефина Марч (англ. Josephine March), или Джо — вторая по старшинству из сестёр Марч, ей 15 лет. В отличие от старшей сестры, она не любит балы и «девичьи» разговоры, они кажутся ей скучными. Джо гораздо интереснее в мужской компании. Она лазает по деревьям, бегает наперегонки с друзьями, катается на коньках, а может даже и подраться. Она очень любит читать и мечтает стать писательницей, у Джо есть тетрадь с рассказами собственного сочинения. Джо честная и порой излишне прямолинейная — она совсем не умеет лукавить и лишена кокетства. Из-за этого многим она кажется грубой, однако других её открытость даже привлекает. Из сестёр Джо более всего привязана к Бет. Маргарет восхищается её красотой и манерами, Джо любит старшую сестру, но полного взаимопонимания между ними нет — они слишком разные. Отношения с Эми неоднозначные, но в целом неплохие. В Джо влюбился Лори, но она, понимая, что не сумеет быть ему хорошей женой, отвергает его. Впоследствии она выходит замуж за герра Фридриха Баэра, профессора и немца-эмигранта, и рожает двоих сыновей — Роба и Тедди.
- Элизабет Марч (англ. Elizabeth March), или Бет (Бесс) — тихая и послушная 13-летняя девочка. Крайне робкая и застенчивая, с трудом сходится с людьми. Это сущий ангел, посетивший землю и ничего на ней не принявший, кроме человеческого образа. Страстно обожает музыку и мечтает получить новое фортепиано. Бет совершенно неконфликтна, у неё ровные отношения со всеми сёстрами. Она очень любит мистера Лоуренса; старик же в свою очередь привязан к ней, точно к внучке. Бет перенесла тяжёлую лихорадку, и здоровье её резко ослабло. Во второй книге умирает в возрасте 22 лет.
- Эми Марч (англ. Amy March) — младшая из сестёр Марч, самый противоречивый персонаж романа. Эми всего 12 лет — она обладает миловидной внешностью, воспитана, и при этом хитра. Она рано поняла, что умеет нравиться людям, когда захочет, и часто пользуется своим обаянием в личных целях. Как и Маргарет, Эми тщеславна и при этом обидчива, эгоистична и капризна, только воспитание и привитые в семье духовные ценности сдерживают её. Разозлившись, она совершает нечестные и порой жестокие поступки (например, сжигает тетрадь с рассказами Джо), но способна и на раскаяние. Положительные и отрицательные качества в ней тесно переплетены и находятся в очень хрупком равновесии. Эми увлечена рисованием. Впоследствии Эми становится более скромной, доброй и тактичной. В неё влюбляется Лори, отвергнутый Джо, и она отвечает ему взаимностью. Выйдя замуж, Эми родила дочь, названную в честь покойной Бет.

### Второстепенные
- Роберт Марч (англ. Robert March) — глава семьи, отец девочек. На момент начала романа находится на войне (Гражданской войне в США 1861—1865 годов). Он служит в качестве священника, поддерживающего боевой дух солдат-северян. Выйдя в отставку, возвращается домой и становится настоящим пастором. Это мудрый, крайне добрый и справедливый пожилой человек. Дочери его очень любят и уважают. Мистеру Марчу не чужда философия.

- Марми Марч (англ. Marmee March) — жена мистера Марча, мать девочек. Для дочерей является непререкаемым авторитетом и примером для подражания. Миссис Марч честна, добродетельна, милосердна, справедлива, хотя порою строга. Дружна с мистером Лоуренсом; Лори же заменил ей сына.

- Теодор Лоуренс (англ. Theodore Laurence), или Лори (Laurie) — юноша 15—16 лет, проживающий в доме по соседству с семьёй Марч. Собственное имя Теодор мальчику не нравится, он просит называть его «Лори» (позднее Джо станет иногда называть его «Тедди»). Лори сирота. Несколько лет он обучался в Европе в закрытой школе для мальчиков, затем вернулся в США и на момент событий, описываемых в романе, живёт со своим дедушкой и готовится к поступлению в университет. На балу Лори знакомится с Джо Марч (оба они пытаются укрыться от толпы в дальнем уголке и случайно пересекаются), и они успевают подружиться. Позднее Джо с согласия матери вводит Лори в семью Марч, и юноша становится другом семьи. Он образован и очень хорошо воспитан, но порою непокорен и дерзок (во многом из-за возраста). Лори хорошо относится ко всем сёстрам Марч, но особенный интерес (поначалу дружеский, затем романтический) испытывает к Джо. У младшего Лоуренса есть способности к музыке, он хорошо играет на фортепиано, но его дедушка не поощряет Лори за это, желая, чтобы внук преуспел в «более важных делах». Лори любит своего деда, но противится контролю с его стороны. По собственному признанию, мечтает «уехать в Италию и жить, как ему нравится». Впоследствии он признаётся Джо в любви, но та, скрепя сердце, его отвергает, и Лори терзается, уехав в Европу. Там он неожиданно для себя влюбляется в Эми, и она в него также. Лоуренс-младший женится на Эми и становится отцом маленькой Бет.

- Джеймс Лоуренс (англ. James Laurence) — дедушка Лори. Волевой, строгий, непреклонный человек. Владелец крупного состояния и богатого дома по соседству с домом Марчей. Он всячески поощряет общение внука с соседками, полагая, что миссис Марч и девочки положительно влияют на непокорного юношу. Старик хорошо отнёсся ко всем сёстрам, но особенно полюбил застенчивую и пугливую Бет.

- Джон Брук (англ. John Brooke) — воспитатель и друг Лори, очень умный, добропорядочный, скромный и честный. Встретив Маргарет Марч, влюбляется в неё и позже делает ей предложение руки и сердца. Женившись на ней, Джон становится отцом Деми, Дейзи, Джози. В книге «Маленькие мужчины» умирает от неизвестной болезни.

- Энни Моффат (англ. Annie Moffat) — приятельница Мег. Девушка из богатой семьи, сплетница и легкомысленная пустышка. Увлечена модой, балами, развлечениями и поклонниками. Познакомившись с Мег на балу, приглашает её в гости и пытается вовлечь в свой круг — одалживает своё платье (слишком открытое и соблазнительное), румянит ей щеки и делает помпезную причёску, учит кокетству, граничащему с жеманством. В этом Энни помогают её старшие сёстры — Белл и Клара. Узнав о дружбе Мег с Теодором Лоуренсом, Энни, её мать и сёстры сплетничают — они дружно решают, что Мег и её мать просто «охотятся» за богатым женихом. Узнав юную Моффат и её сестёр ближе, Мег (не без участия Лори) решает отказаться от дружбы с ними.

- Фридрих Бауэр — немец-эмигрант, бедный профессор. Впервые появляется в книге «Хорошие жёны» в качестве знакомого, а затем и друга Джо. Он влюбляется в неё, хотя она поначалу не замечает этого. Герр Бауэр мудр, добр, спокоен и терпелив. Джо также полюбила его и приняла предложение руки и сердца. В поместье тётушки Марч, Пламфильде, чета Бауэр устроила школу для мальчиков, где взрастила дюжину достойных воспитанников, в том числе племянников герра Фридриха — Франца и Эмиля — и своих сыновей, Тедди и Роба.

## Наследие
В 1860-х годах гендерное разделение детской художественной литературы было новым направлением. Это разделение сигнализировало о начале поляризации гендерных ролей как социальных конструктов. Олкотт вела хронику взросления молодых девушек, их борьбы с проблемами природы целостности личности и, прежде всего, вопрос об их месте в окружающем мире. После прочтения «Маленьких женщин» некоторые женщины почувствовали необходимость обрести новую и более публичную идентичность. В то время как «Маленькие женщины» показывали обычную жизнь американских девушек из среднего класса, это также «узаконивало» их мечты что-то сделать. Ещё больше молодых женщин начали писать рассказы, в которых были истории индивидуальных достижений девушек. На страницах «Маленьких женщин» молодые люди и девочки-подростки читают о нормализации образа амбициозных женщин. Это стало альтернативой ранее стандартизированным гендерным ролям.
На русский язык роман был переведён в 1877 г. в Женской издательской артели. Перевод был выполнен Ольгой Кларк, Александрой Каррик, Анной Энгельгардт и Марией Трубниковой под редакцией Марии Трубниковой.
Роман входит в список «200 лучших романов по версии Би-би-си», который был составлен в 2003 году в результате опроса, в котором приняли участие граждане Соединенного королевства Великобритании и Северной Ирландии. В этом рейтинге книга занимает 18-е место.
Роман повлиял на творчество множества людей: Джоан Роулинг говорила, что решила начать писать в детстве после прочтения книги, и называет Джо любимой литературной героиней. Теодор Рузвельт признавался, что это одно из лучших литературных произведений. Редьярд Киплинг называл книгу одной из любимых.

## Экранизации
- Маленькие женщины (фильм, 1933)
- Маленькие женщины (фильм, 1949)
- Маленькие женщины (фильм, 1978)
- Маленькие женщины (аниме-сериал, 1981)
- Маленькие женщины (аниме-сериал, 1987)
  - Маленькие женщины: Нан и мисс Джо — продолжение аниме на основе романа «Маленькие мужчины».
- Маленькие женщины (фильм, 1994), реж. Джиллиан Армстронг, в ролях: Вайнона Райдер, Клэр Дейнс, Трини Альварадо, Саманта Мэтис, Кирстен Данст, Кристиан Бейл и Сьюзан Сарандон
- Маленькие женщины (мини-сериал) 2017[7], в ролях Майя Хоук, Кэтрин Ньютон, Эмили Уотсон и Майкл Гэмбон.
- Маленькие женщины (фильм, 2019), реж. Грета Гервиг, в ролях: Сёрша Ронан, Эмма Уотсон, Флоренс Пью, Элайза Сканлен, Тимоти Шаламе и Лора Дёрн.
- Маленькие женщины (дорама, 2022)